# Campeonato Mundial de Ajedrez 1960
El Campeonato Mundial de Ajedrez 1960 fue un encuentro entre el retador Mijaíl Tal de la Unión Soviética y su compatriota y campeón defensor Mijaíl Botvínnik. El match se jugó en Moscú, Rusia. El primer juego empezó el 15 de marzo de 1960. El último juego empezó el 7 de mayo que terminó empatado. Tal ganó el match 12½–8½, convirtiéndose en el campeón oficial número 6.

## Torneo Interzonal
El Torneo Interzonal fue jugado en la ciudad eslovena de Portorož en el año 1958.
| N° | Jugador              | 1 | 2 | 3 | 4 | 5 | 6 | 7 | 8 | 9 | 10 | 11 | 12 | 13 | 14 | 15 | 16 | 17 | 18 | 19 | 20 | 21 | Total |
| -- | -------------------- | - | - | - | - | - | - | - | - | - | -- | -- | -- | -- | -- | -- | -- | -- | -- | -- | -- | -- | ----- |
| 1  | Mijaíl Tal           | - | ½ | 1 | ½ | ½ | ½ | ½ | ½ | 0 | ½  | 1  | 1  | 1  | ½  | ½  | 1  | ½  | 1  | ½  | 1  | 1  | 13½   |
| 2  | Svetozar Gligorić    | ½ | - | ½ | ½ | ½ | 0 | ½ | ½ | ½ | 1  | ½  | ½  | 1  | ½  | 1  | 1  | 0  | 1  | 1  | 1  | 1  | 13    |
| 3  | Pal Benko            | 0 | ½ | - | ½ | 1 | ½ | 1 | ½ | 1 | ½  | ½  | ½  | 0  | 1  | ½  | ½  | ½  | ½  | 1  | 1  | 1  | 12½   |
| 4  | Tigran Petrosian     | ½ | ½ | ½ | - | ½ | ½ | ½ | ½ | 1 | 1  | ½  | ½  | ½  | ½  | ½  | 0  | 1  | 1  | 1  | ½  | 1  | 12½   |
| 5  | Bobby Fischer        | ½ | ½ | 0 | ½ | - | 0 | ½ | ½ | ½ | ½  | ½  | ½  | ½  | 1  | ½  | 1  | 1  | ½  | 1  | 1  | 1  | 12    |
| 6  | Friðrik Ólafsson     | ½ | 1 | ½ | ½ | 1 | - | 1 | 0 | ½ | ½  | 1  | ½  | ½  | ½  | 0  | 1  | 0  | 0  | 1  | 1  | 1  | 12    |
| 7  | Yuri Averbaj         | ½ | ½ | 0 | ½ | ½ | 0 | - | ½ | 1 | ½  | 0  | ½  | ½  | 1  | 1  | 1  | ½  | 1  | ½  | ½  | 1  | 11½   |
| 8  | David Bronstein      | ½ | ½ | ½ | ½ | ½ | 1 | ½ | - | ½ | 1  | ½  | ½  | ½  | ½  | ½  | ½  | 1  | ½  | 0  | ½  | 1  | 11½   |
| 9  | Aleksandar Matanović | 1 | ½ | 0 | 0 | ½ | ½ | 0 | ½ | - | ½  | 1  | ½  | ½  | ½  | ½  | 1  | 1  | ½  | 1  | ½  | 1  | 11½   |
| 10 | Ludek Pachman        | ½ | 0 | ½ | 0 | ½ | ½ | ½ | 0 | ½ | -  | ½  | ½  | ½  | ½  | 1  | 1  | 1  | ½  | 1  | 1  | 1  | 11½   |
| 11 | László Szábo         | 0 | ½ | ½ | ½ | ½ | 0 | 1 | ½ | 0 | ½  | -  | 1  | ½  | ½  | 0  | ½  | 1  | 1  | 1  | 1  | 1  | 11½   |
| 12 | Miroslav Filip       | 0 | ½ | ½ | ½ | ½ | ½ | ½ | ½ | ½ | ½  | 0  | -  | ½  | ½  | 1  | ½  | ½  | ½  | 1  | 1  | 1  | 11    |
| 13 | Oscar Panno          | 0 | 0 | 1 | ½ | ½ | ½ | ½ | ½ | ½ | ½  | ½  | ½  | -  | 1  | ½  | ½  | 1  | ½  | 1  | ½  | ½  | 11    |
| 14 | Raúl Sanguineti      | ½ | ½ | 0 | ½ | 0 | ½ | 0 | ½ | ½ | ½  | ½  | ½  | 0  | -  | 1  | ½  | 1  | 1  | ½  | 1  | ½  | 10    |
| 15 | Oleg Neikirch        | ½ | 0 | ½ | ½ | ½ | 1 | 0 | ½ | ½ | 0  | 1  | 0  | ½  | 0  | -  | 0  | ½  | 1  | ½  | 1  | 1  | 9½    |
| 16 | Bent Larsen          | 0 | 0 | ½ | 1 | 0 | 0 | 0 | ½ | 0 | 0  | ½  | ½  | ½  | ½  | 1  | -  | 1  | 1  | ½  | 0  | 1  | 8½    |
| 17 | James Sherwin        | ½ | 1 | ½ | 0 | 0 | 1 | ½ | 0 | 0 | 0  | 0  | ½  | 0  | 0  | ½  | 0  | -  | 1  | 0  | 1  | 1  | 7½    |
| 18 | Héctor Rossetto      | 0 | 0 | ½ | 0 | ½ | 1 | 0 | ½ | ½ | ½  | 0  | ½  | ½  | 0  | 0  | 0  | 0  | -  | 1  | ½  | 1  | 7     |
| 19 | Rodolfo Cardoso      | ½ | 0 | 0 | 0 | 0 | 0 | ½ | 1 | 0 | 0  | 0  | 0  | 0  | ½  | 0  | ½  | 1  | 0  | -  | 1  | 1  | 6     |
| 20 | Boris de Greiff      | 0 | 0 | 0 | ½ | 0 | 0 | ½ | ½ | ½ | 0  | 0  | 0  | ½  | 0  | ½  | 1  | 0  | ½  | 0  | -  | 0  | 4½    |
| 21 | Géza Füster          | 0 | 0 | 0 | 0 | 0 | 0 | 0 | 0 | 0 | 0  | 0  | 0  | ½  | ½  | 0  | 0  | 0  | 0  | 0  | 1  | -  | 2     |

## Torneo de Candidatos
Los seis mejores ubicados en el Torneo Interzonal, el perdedor del campeonato pasado y el 2° mejor ubicado en el Torneo de Candidatos pasado, jugaron un torneo con el sistema de todos contra todos a cuatro rondas, en la ciudad eslovena de Bled, en la croata Zagreb y en la serbia Belgrado; y el ganador obteniendo el derecho de jugar por el Campeonato Mundial de Ajedrez contra Mijaíl Botvínnik en 1960.
| N.º | Jugador                | 1       | 2       | 3       | 4       | 5       | 6       | 7       | 8       | Total |
| --- | ---------------------- | ------- | ------- | ------- | ------- | ------- | ------- | ------- | ------- | ----- |
| 1   | Mijaíl Tal             | –       | 0 0 1 0 | ½ ½ ½ ½ | 0 1 ½ 1 | 1 ½ 1 1 | 1 1 1 1 | 1 1 1 ½ | 1 1 1 ½ | 20    |
| 2   | Paul Keres             | 1 1 0 1 | –       | 0 ½ ½ ½ | 1 ½ ½ 0 | ½ ½ 1 1 | 0 1 0 1 | 1 1 1 0 | 1 1 1 1 | 18½   |
| 3   | Tigran Petrosian       | ½ ½ ½ ½ | 1 ½ ½ ½ | –       | ½ ½ 0 ½ | 0 ½ ½ 1 | 1 1 ½ ½ | 1 0 0 ½ | ½ 1 1 ½ | 15½   |
| 4   | Vasili Smyslov         | 1 0 ½ 0 | 0 ½ ½ 1 | ½ ½ 1 ½ | –       | 0 ½ 1 0 | ½ ½ 1 0 | ½ 1 ½ 1 | ½ 0 1 1 | 15    |
| 5   | Svetozar Gligorić      | 0 ½ 0 0 | ½ ½ 0 0 | 1 ½ ½ 0 | 1 ½ 0 1 | –       | 0 1 ½ ½ | ½ ½ 1 0 | ½ 1 ½ ½ | 12½   |
| 6   | Bobby Fischer          | 0 0 0 0 | 1 0 1 0 | 0 0 ½ ½ | ½ ½ 0 1 | 1 0 ½ ½ | –       | 0 1 ½ 1 | ½ 1 ½ 1 | 12½   |
| 7   | Friðrik Ólafsson       | 0 0 0 ½ | 0 0 0 1 | 0 1 1 ½ | ½ 0 ½ 0 | ½ ½ 0 1 | 1 0 ½ 0 | –       | 0 0 ½ 1 | 10    |
| 8   | (sin estado) Pal Benko | 0 0 0 ½ | 0 0 0 0 | ½ 0 0 ½ | ½ 1 0 0 | ½ 0 ½ ½ | ½ 0 ½ 0 | 1 1 ½ 0 | –       | 8     |

## Match
El match se jugó al mejor de 24 partidas, con las victorias contando 1 punto, los empates ½ punto, y las derrotas 0, y acabaría cuando un jugador llegase a 12½ puntos o más. Si el match hubiera acabado en un empate 12 a 12, el campeón defensor (Botvínnik) habría retenido el título.
| Jugador          | 1 | 2 | 3 | 4 | 5 | 6 | 7 | 8 | 9 | 10 | 11 | 12 | 13 | 14 | 15 | 16 | 17 | 18 | 19 | 20 | 21 | Total |
| ---------------- | - | - | - | - | - | - | - | - | - | -- | -- | -- | -- | -- | -- | -- | -- | -- | -- | -- | -- | ----- |
| Mijaíl Botvínnik | 0 | ½ | ½ | ½ | ½ | 0 | 0 | 1 | 1 | ½  | 0  | ½  | ½  | ½  | ½  | ½  | 0  | ½  | 0  | ½  | ½  | 8½    |
| Mijaíl Tal       | 1 | ½ | ½ | ½ | ½ | 1 | 1 | 0 | 0 | ½  | 1  | ½  | ½  | ½  | ½  | ½  | 1  | ½  | 1  | ½  | ½  | 12½   |